# Xulia Vicente
Xulia Vicente Jiménez (née à Cariño en Espagne le 6 septembre 1993) est une autrice et illustratrice espagnole de bande dessinée. 

## Biographie
Xulia Vicente Jiménez est née le 6 septembre 1993 à Cariño en Espagne. Elle passe son enfance à Cambre, puis suite des études de Beaux-arts à Valence. Elle publie sa première bande dessinée en 2015 avec Miguel Ángel Giner Bou et Núria Tamarit : tous trois créent le personnage d'Anna Dedalus, une détective adolescente. Par la suite, elle publie plusieurs bandes dessinées pour la jeunesse ou pour adultes, tantôt comme scénariste, tantôt comme dessinatrice. Elle s'illustre dans le genre de la fantasy avec la trilogie Le sceau du dragon, mais aussi dans le registre du fantastique avec Mon sombre chevalier. Elle participe aussi à des revues telles que 2000 AD, Xiulit, Nimio et Sacoponcho. Elle travaille également comme illustratrice indépendante. En 2020, Elisa et Marcela relate l'histoire vraie du premier mariage entre deux femmes en Espagne en 1901,.
Ses albums sont parus en catalan et/ou en castillan et plusieurs ont été traduits en français. En 2022, La jinete me aguarda paraît chez Shortbox simultanément en espagnol et en anglais sous le titre I See a Knight ; il est traduit en français sous le titre Mon sombre chevalier.

## Publications
- 2015, avec Miguel Ángel Giner Bou et Núria Tamarit : Anna Dédalus, detectiu: el misteri de la mansió cremada, Andana Editorial. Version castillane : Anna Dédalus: El misterio de la mansión quemada, même année, même éditeur.
- 2016 : De muerte, GP Ediciones.
- 2016, avec Núria Tamarit : Duerme Pueblo, Ediciones La Cúpula. VF : Et le village s'endort..., éditions Les Aventuriers de l'étrange, 2018.
- 2016, scénario, avec Manuel Gutiérrez au dessin : Sello de dragón, 1: Ari, Cazador de dragones, Sallybooks. VF : Le sceau du dragon tome 1. Ari le chasseur, éditions Les Aventuriers de l'étrange, 2019.
- Sello de dragón. Nº2: Ira, jinete de dragones, Sallybooks. VF : Le sceau du dragon tome 2. Ira, l'écuyère, éditions Les Aventuriers de l'étrange, 2020.
- 2017 : Licor café, Demo editorial.
- 2018 : Viñetas de tortas y bollos (VV.AA), Gehitu / Mugen Gainetik.
- 2018 : O puño e a letra, edicions Xeráis de Galiza.
- 2020 : Altar mutante nº 9 : Pandemic holiday spectacular, Coruña.
- 2020 : Elisa e Marcela, Consello da Cultura Galega. Santiago de Compostela. VF : Elisa et Marcela, éditions Les Aventuriers de l'étrange, 2021. Version en castillan : Elisa y Marcela, La cúpula, 2023.
- 2021 : I see a knight (La jinete me aguarda, Shortbox. (Publié simultanément en castillan et en anglais.) VF : Mon sombre chevalier, éditions Les Aventuriers de l'étrange, 2022.
- 2021 : Del otro lado. Vivencias en cómic de mujeres trans de aquí y de allá, Gehitu / Mugen Gainetik.
- 2021 : Feminismes, Camacuc.
- 2023 : Il·lustrisimes: dones que van dibuixar el segle XXI, Biblioteca de Catalunya.

## Distinctions
En septembre 2022, Xulia Vicente reçoit le prix Ignatz du Meilleur comic book (Best comic) pour I see a knight  (Mon sombre chevalier),.